# Eta Carinae

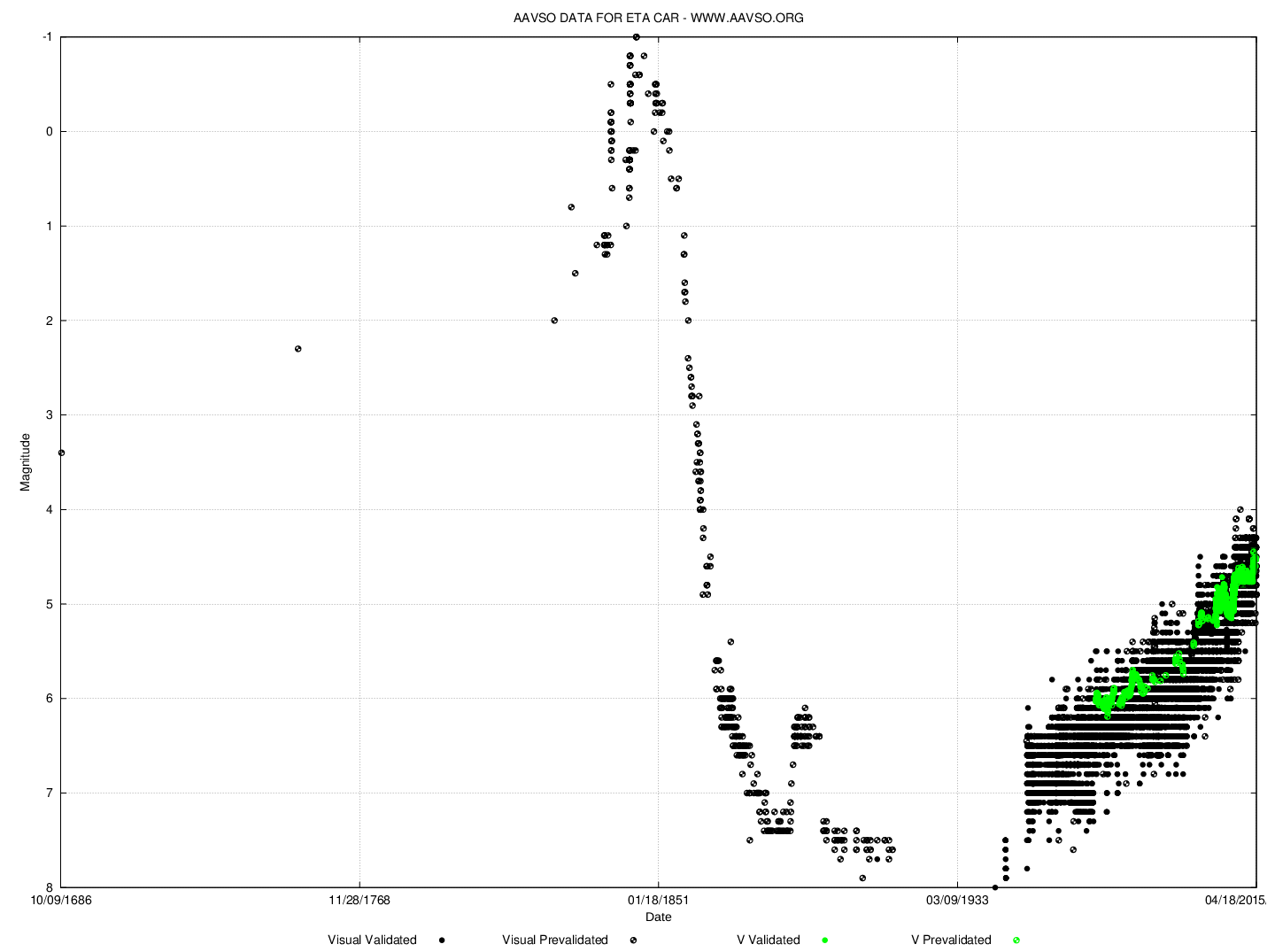
Lichtkromme van Eta Carinae tussen 1686 en 2014

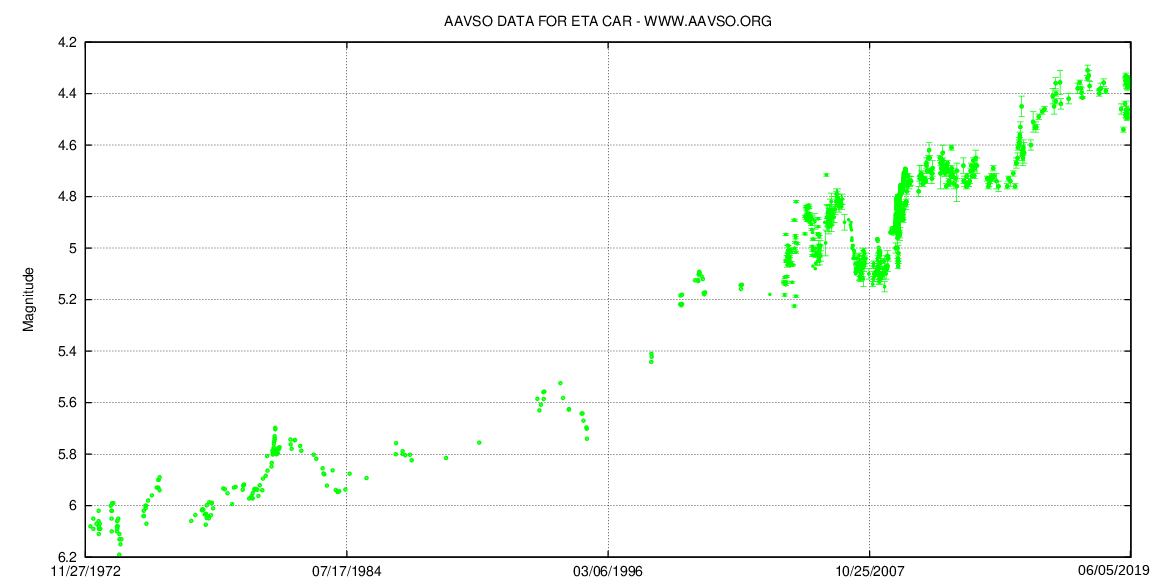
Lichtkromme van Eta Carinae tussen 1972 en 2019

Eta Carinae is een niet met het blote oog zichtbare type B hyperreus in het sterrenbeeld Kiel (Carina). Zij is een van de lichtsterkste sterren in het melkwegstelsel en heeft een nova-achtig karakter. In 1677 schatte Edmond Halley de helderheid op 4, rond 1843 was de ster met magnitude −1 bijna even helder als Sirius, ondanks de grote afstand van ongeveer 8000 lichtjaar. Sinds 1900 schommelt de helderheid tussen 6 en 8.
Het meeste licht van de ster wordt geabsorbeerd in een stofnevel die waarschijnlijk gevormd is tijdens een in 1843 waargenomen uitbarsting. De nevel wordt de Homunculusnevel genoemd omdat hij wat op een mannetje lijkt. Hij dijt nog steeds uit met een snelheid van ongeveer 500 km/s.
Eta Carinae en de Homunculusnevel maken deel uit van de Carinanevel (NGC 3372), met een magnitude van ongeveer 1 en een diameter van 2° (vier keer zo groot als de volle maan) een van de grootste en helderste nevels en gemakkelijk met het blote oog te zien.
In een persbericht werd een vergelijking gemaakt van de supernova uit 2006 met de ster Eta Carinae, die op ongeveer 8000 lichtjaar van de aarde staat en met een massa van naar schatting 100-150 keer die van de zon volgens een soortgelijk mechanisme zou kunnen exploderen. Als dit gebeurt zal de explosie een magnitude van −7,5 bereiken, zo helder dat er 's nachts een boek bij gelezen kan worden. Volgens andere bronnen zijn de omstandigheden tussen SN2006gy en Eta Carinae echter dermate verschillend dat een dergelijke heldere supernova onwaarschijnlijk is.
Eta Carinae is noordelijker dan 30 graden noorderbreedte (dus ongeveer ter hoogte van Caïro) niet te zien, zuidelijker dan 30 graden zuiderbreedte is deze circumpolair en staat het hele etmaal boven de horizon. Eta Carinae is dus in de Benelux nooit te zien.